# Хигрин
Хигрин е алкалоид (азотосъдържащо съединение) от пиролидиновата група. Открит в листата на един от сортовете от кока през 1862 г. За първи път е изолиран от Карл Либерман през 1889 г. В живите организми, се синтезира от орнитин и аргинин. Той е безцветна, летлива течност.
Хигринът възбужда слюнчестите жлези, когато има недостиг на кислород във въздуха.